# Ambroisine Kpongo
Ambroisine Kpongo (sinh ngày 11 tháng 11 năm 1951) là một nhà ngoại giao Cộng hòa Trung Phi, từng là Đại diện thường trực của đất nước tại Liên Hợp Quốc kể từ năm 2014.

## Giáo dục và giáo dục sớm
Kpongo sinh ngày 11 tháng 11 năm 1951. Bà có bằng tốt nghiệp về khoa học chính trị và quan hệ quốc tế từ Đại học Tự do Brussels ở Bỉ.

## Sự nghiệp
Kpongo là Giám đốc các Tổ chức Quốc tế tại Bộ Ngoại giao từ năm 1991 đến năm 1996, trước khi trở thành Tham tán đầu tiên cho Phái đoàn Thường trực của Cộng hòa Trung Phi tại Liên Hợp Quốc tại Thành phố New York năm 1996.
Kpongo được bổ nhiệm làm Tổng giám đốc về các vấn đề chính trị bởi Đại tướng François Bozizé năm 2003, và là Bộ trưởng Bộ Ngoại giao từ tháng 1 năm 2009 đến tháng 4 năm 2011 
Kpongo được Tổng thống Catherine Samba-Panza bổ nhiệm làm Đại diện thường trực của Cộng hòa Trung Phi tại Liên Hợp Quốc vào tháng 9 năm 2014.